# اسماعیل آذری‌نژاد
اسماعیل آذری‌نژاد طلبه ایرانی است که به‌دلیل قصه‌خوانی برای کودکان در روستاها شهرت دارد.

## 1)زندگینامه

### 1.1) کودکی
اسماعیل آذرینژاد، در سال 1358در بهبهان[1] استان خوزستان[2] به دنیا آمد. در استان کهگیلویه و بویراحمد [3] درس خواند و در همانجا بزرگ شد. او در سال 1380 ازدواج کرد. او در حال حاضر همراه با همسر و دو فرزند هفت و دوازده ساله اش ارغوان و حسین در دهدشت[4] زندگی میکند.
امّا چه شد که او وارد فعالیتهای قصه خوانی برای کودکان شد؟ از کودکی تا نوجوانی، همیشه افرادی سر راهش قرار گرفته اند که او را به کتابخوانی تشویق کردهاند. او هم در بزرگسالی تصمیم میگیرد که با قصه خوانی امید را در دل کودکان روستا زنده نگه دارد و مسیر آنها را به سوی دانایی و توانایی هموار سازد.
حدوداً در ده دوازده سالگی به کانون فرهنگی آموزش و پرورش[5] در شهر دهدشت میرفت. آنجا دانش‌آموزان بعدازظهرها فعالیتهای مختلفی انجام می دادند. کانون، کتابخانه کوچکی داشت. کتابخانه ای بهم ریخته که بیشتر کتابهایش روی زمین ریخته بود. یک روز نزد مدیر آنجا_آقای اجتهادی_ رفت و از او خواست که به او یک کتاب امانت بدهد. کتابی که شاید چندان مناسب سن و سالش نبود_ بررسی سیاست‌های نفتی ایران در خلیج فارس_ کتاب را نخواند و آن را به کتابخانه برگرداند اما احتمالاً همین کتاب و رفت و آمد به آن کتابخانه کوچک شوق خواندن را در او زنده کرد و سرآغاز دوستی و پیوند او با کتابها شد. از آن زمان به بعد آقای اجتهادی او را «کُر شیخ کتابخوان» صدا میزد یعنی «پسر کتابخوان». (کر در زبان لری یعنی پسر و شیخ هم اسم طایفه ای در استان کهگیلویه و بویراحمد است) از مدیر آنجا اجازه گرفت تا کتابخانه را مرتب کند و به بچه ها کتاب امانت بده

### 1.2) روشنگران چراغ دانایی
در خانه و خانواده همیشه کسانی بودند که شوق به کتابخوانی را در او زنده کنند: «پدرم پارچه فروش بود. در خانواده چهار برادر و چهار خواهر بودیم. از میان خواهران و برادرانم، یکی از خواهرانم بسیار کتاب‌خوان بود و زیاد رمان میخواند. هر زمان که میخواست کتاب سفارش بدهد اگر کتابی مناسب من بود، برای من هم کتاب میگرفت. »
همینطور داماد خانواده، آقای محمد پرما، که معلّم هنرستان بود و همیشه وقتی به خانۀ آنها میرفت کتاب همراهش بود. کتاب به او میداد و با او دربارۀ کتابها گفت‌و‌گو میکرد. شاید اولین کتاب چندصدصفحه‌ای زندگی اش را در همان روزها از آقای پرما امانت گرفت و خواند. کتابی هفتصد صفحه ای دربارۀ لطفعلی خان زند[1]. و شاید همین احترام ویژه ای که آقای پرما برای یک کودک و نظرات او قائل بود در زندگی و نوع نگاه او به کودکان اثر گذاشت. 
دوران کودکی او همزمان با دورۀ جنگ بود. در همین زمان یکی دیگر از کسانی که شور و شوق خواندن را در او ایجاد کرد یکی از فامیل هایشان بود. آقای محمدرضا محبی، جوانی خوش اخلاق که در همسایگی آن‌ها زندگی میکرد. آقای محبی همیشه مجله دستش بود. مجلاتی مثل دانستنیها[2] و اطلاعات هفتگی[3]. و همیشه به بچه ها احترام میگذاشت. می آمد توی کوچه، سر سکویی که آنجا بود می نشست و مجله می‌خواند و این مجله ها را به اسماعیل هم میداد.

### 1.3)روزنه های کوچک امید
در دورانی که در مقطع راهنمایی و دبیرستان درس میخواند به مسجد جامع شهرشان میرفت و در هیئتی[1] که در مسجد برپا بود شرکت میکرد. مسئول هیئت، آقای اندرزیان، کتابخانه خیلی خوبی را در مسجد برپا کرده بود. 
او گاهی به مسجد میرفت، کتابهای مسجد را مرتب میکرد و کتاب میخواند. این دوران و رفت و آمد به کتابخانه مسجد در تقویت شوق او به کتابخوانی بسیار اثرگذار بود. 
اسماعیل آذری نژاد از دوران کودکی و نوجوانی خود، تصویر جوان کارگری را به یاد می آورد که تا کلاس دوازدهم بیشتر درس نخوانده بود و درس را در همان مقطع رها کرده بود امّا بسیار کتابخوان بود و کتاب‌های بسیار زیادی داشت. همیشه بچه های مسجد را به کتاب خواندن تشویق میکرد. 
شاید یکی از ویژگی های بارز اسماعیل آذری نژاد پیداکردن روزنه های کوچک امیدبخش در محیط اطرافش باشد. آدمها و اتفاقهای به ظاهر معمولی که شعلۀ خواندن و تلاش برای کتابخوانی را در او روشن کرده اند و اثر عمیقی بر ذهن و جان او گذاشته اند. او افرادی را که سر راهش قرار گرفته اند و مسیر او را به سمت کتابخوانی هموار کرده اند تلنگرهایی انگیزه بخش میداند: «اگر ما بتوانیم یک بار، دو بار به یک فردی کتاب پیشنهاد کنیم، به فردی احترام بگذاریم و به او شخصیت بدهیم، اینها در ذهن و ناخودآگاه او میماند و ممکن است او را در مسیر دیگری قرار بدهد که سالها بعد مسیر زندگی اش را تغییر بدهد. من وقتی به روند زندگی خودم نگاه میکنم همه اینها در مسیرم قرار گرفته اند که من اسماعیل آذری شدم. همۀ اینها باعث شدند که من اهل کتاب خواندن شوم.» 

### 1.4)از مسجد تا کتابفروشی
در سال 1373 به مدت دو سال در شهر خود، دهدشت (استان کهگیلویه و بویراحمد) به تحصیلات حوزه مشغول شد و در سال 1375به حوزه[1] امیرالمومنین (ع) تهران[2] رفت و چهار سال در آنجا مقدمات را به پایان برد.در همان دوران، هر زمان که به دهدشت می آمد همیشه کتاب همراهش بود. شاید این میل و علاقۀ عجیب او به کتاب کمی متفاوت از دیگر روحانیون به نظر میرسید. اغلب روحانیون و طلبهها همراهشان سیدی مداحی[1] بود. او کمتر مداحی گوش میداد و بیشتر کتاب و سخنرانی همراهش بود. بعد از ظهرها توی مسجد با بچه ها  در جلساتی که داشت، گفت‌وگو  میکرد و با آنها کتاب میخواند.
در سال 1379به قم[2] رفت تا تحصیلاتش را در حوزه تکمیل کند. این دوران در واقع پربارترین دوران علمی‌ او در قم بود. 
در سال 1382 وارد دانشگاه قم شد و در رشته جامعه شناسی تحصیل کرد و پس از آن در مقطع کارشناسی ارشد دانشگاه ادیان قم در رشتۀ عرفان و تصوف به تحصیلات خود ادامه داد.
بعد از مدتی تصمیم گرفت در دهدشت یک کتابفروشی راه اندازی کند. تا آن زمان دهدشت کتابفروشی نداشت و مردم به کتاب دسترسی نداشتند. پدرش وضع مالی خوبی داشت. توانست یک مغازه برای این کار از پدرش بگیرد و کتابفروشی را راه بیندازد. خودش توی مغازه کار نمیکرد، یک نفر را آنجا گذاشته بود تا به مردم کتاب بفروشد. از تقریباً تمام موضوعات و برای تمام سلیقه ها کتاب در کتابفروشی در دسترس مردم بود.اگر کسی دنبال کتاب خاصی میگشت به تهران می آمد، آن کتاب را سفارش میداد و برای او به دهدشت پست میکرد. اما بعد از مدتی ضرر کتابفروشی خیلی زیاد شد و مجبور شد آن را تعطیل کند. تا اینکه خودش راهی دهدشت شد. 

### 1.5) قصه خوانی برای کودکان روستا؛ دریچه ای رو به دانایی و توانایی
امّا چه شد که اسماعیل آذری نژاد، روحانی ساکن در شهر قم، تصمیم گرفت از یک شهر بزرگ به شهر زادگاهش بازگردد و برای بچه های روستا قصه خوانی کند؟ 
او که خود لذّت و شیرینی طعم کتابخوانی را در کودکی چشیده بود، فعالیتهایی که تا آن زمان انجام میداد برای کنجکاوی و روحیۀ پرسشگر او رضایت بخش نبود. آن بیقراری و تشنگی باید به طریقی دیگر و از سرچشمه ای دیگر سیراب میشد. و آن مسیر، همراه شدن با کودکان بود. در همان زمان که در قم درس می‌خواند، در یک مرکز پژوهشی هم کار میکرد اما احساس میکرد فعالیتش تأثیر و فایدهای که باید داشته باشد را ندارد. او هیچوقت سودمندی کار پژوهشی را رد نکرده است امّا حس میکرد این کار روح بیقرار او را آرام نمیکند.
این دوران همزمان میشود با بیماری پدرش. تمام خواهران و برادران او ازدواج کرده و از خانه رفته بودند و پدر و مادرش در خانه تنها زندگی میکردند.  پدر دوست داشت که دور و برش شلوغ باشد و یکی از فرزندانش در خانه کنار او زندگی کند. به خاطر این احساس نیاز پدر، با خانواده اش صحبت میکند و آنها راضی میشوند که از قم به دهدشت مهاجرت کنند. 
زندگی در دهدشت آنقدرها هم آسان نبود. سکونت در اتاقی بیست متری، همراه با دو بچه کوچک و مناسب نبودن وضعیت درآمد او، همۀ اینها باعث شده بود که سال اول زندگی در دهدشت بر آنها به سختی بگذرد. 
در مدارس غیرانتفاعی درس میداد اما حقوق کمی میگرفت. در دانشگاه هم به صورت حق التدریسی درس میداد اما آن هم پول خیلی کمی داشت. یک سال اول زندگی در دهدشت با همین سختی ها گذشت.
ورودش به دهدشت همزمان بود با برتنکردن لباس روحانیت[14]. از همان روزهای نخست آمدن به دهدشت به دنبال یک مسجد میگشت تا به عنوان امام جماعت[15] در آن نماز بخواند. 
حاشیه شهر دهدشت معروف است به محله گلزاری که محله ای که شرایط و ویژگیهای خاصی دارد. محله‌ای فقیرنشین که محل فروش مواد مخدر هم هست و درگیر آسیب های اجتماعی مختلف است. اسماعیل آذری نژاد میشود امام جماعت آنجا.
طولی نمیکشد که متوجه شود این کار آن چیزی نیست که او میخواسته است. از سال 1392 شروع میکند به برنامه ریزی برای بچه ها. در این زمینه تجربۀ قصه خوانیهای او برای کودکان آپارتمانشان در شهر قم یا بچه های فامیل یا بچه های خودش به او کمک زیادی میکند. او برای پسرش حسین مرتب قصه میخواند و کتاب می‌خرید.  عشقی که او به کودکان و کتابخوانی برای آنان دارد مربوط به امروز و دیروز نیست. چیزی نیست که یکشبه اتفاق افتاده باشد. او اثر عمیق و جادوی قصه خوانی بر ذهن و روان کودکان را از نزدیک لمس کرده بود. حالا وقتش رسیده بود که کودکان روستا را با رمز و راز این جادوی ناب آشنا کند.
استان کهگیلویه و بویراحمد استان محرومی است. از خود میپرسد برای برونرفت از این محرومیت چه باید کرد؟ 
«دیدم که راه برون رفت از این محرومیت دانایی و توانایی است. گفتم با چی شروع کنم؟ دیدم با کتاب می‌شود شروع کرد. کتاب راهی و ابزاری برای دانایی و توانایی است. با چه کسانی شروع کنم؟ دیدم کودکی بهترین سن است. این شد که کودکان را انتخاب کردم. کجا شروع کنم؟ دیدم روستاها محروم ترین جاها هستند.»
داستان اسماعیل آذری نژاد، روحانی قصه گوی روستاهای کهگیلویه و بویراحمد از همین جا شروع میشود.  در این دوران در کنار اینکه امام جماعت مسجد است، در دبیرستان و دانشگاه هم تدریس میکند، ماهی یک بار با یکی از دوستانش که چشم پزشک بود، با همراهی پنج شش نفر دیگر به روستاها میروند، او قصه‌خوانی میکند و دیگران باتوجه به توانمندیهایشان فعالیتهای دیگری انجام میدهند. 
بعد از مدتی احساس میکند که علاقه مندکردن دانشجویان دانشگاه به کتابخوانی کار دشواری است. فضای دانشگاه آزاد [16] بیشتر فضای مدرک گرایی بود و بیشتر افراد صرفاً برای مدرک گرفتن آمده بودند. اغلب آنها کارمند جایی بودند و میخواستند با گرفتن مدرک ارتقای شغلی پیدا کنند. مدرسه هم بیشتر درگیر فضای کنکور[17] بود و مجالی برای پرداختن به بحث کتابخوانی باقی نمی گذاشت. برای همین دانشگاه و دبیرستان، هردو را رها میکند. میرود سراغ مقطع ابتدایی. از مدیر مدرسۀ پسرش اجازه می گیرد تا در زنگ انشا به بچه ها تدریس کند.

### 1.6) معلّم زنگ انشاء؛ راوی قصههای شیرین صبحگاهی مدرسه
سال 1392 مدتی به صورت جدی روی بحث انشا کار و مطالعه میکند و بعد برای پرداختن به انشا و قصه‌خوانی وارد مدرسه میشود. و تمام این فعالیتها کاملاً داوطلبانه و از سر شوق بود. در مراسم صبحگاه مدرسه برای بچه ها انشا و قصه میگفت و شبها در مسجد محله با بچه ها جمع میشدند و فعالیتهای مختلفی را با بچه ها انجام میدادند. از قصه خوانی و راه اندازی باشگاه قصه نویسی گرفته تا تئاتر و خیلی کارهای دیگر. پارک روبروی مسجد، محل قصه خوانی بچه ها بود. بعدازظهرها به آنجا میرفتند و فعالیت‌های قصه خوانی انجام میدادند.

### 1.7) دوراهی مسجد و روستا
مدّتی میگذرد و او احساس میکند که ماهی یک بار برای قصه خوانی در روستاها خیلی کم است و نیاز است که بیشتر به روستاها و بچه ها سر بزند. بنابراین ابتدا ماهی دو بار و بعد هر هفته به روستاها میرود و برای بچه ها قصه خوانی میکند. همزمان با این فعالیتها و رفت و آمد به روستاها، در مسجد با برخی نمازگزاران سالخورده به مشکل برمیخورد. آنها به او اعتراض میکنند که کار قصه خوانی او و حضور بچه‌ها در مسجد، مسجد را شلوغ کرده است و مسجد جای بچه ها نیست. بعضی وقتها بعد از نماز از بچه ها میخواست که برای پیرمردهای مسجد قصه ای را که خوانده اند نمایش دهند یا قصه ای تعریف کنند. امّا این کارها در نگاه آدمهایی که نسبت به حضور بچه ها در مسجد معترض بودند تأثیر زیادی نداشت. آنها فکر میکردند که مسجد تبدیل به محل نمایش و تماشاخانۀ تئاتر شده است. مدتی که گذشت تعداد بچه‌هایی که برای قصه خوانی به مسجد می آمدند از تعداد نمازگزاران بیشتر شد. صدای برخی اهالی مسجد به اعتراض بلند شده بود و کم کم داشتند با روحانی قصه خوان مسجد درگیر می شدند. حالا باید اسماعیل آذری نژاد فکری میکرد. این طور نمیتوانست ادامه دهد. یا باید بچه ها را رها میکرد یا مسجد را. باید میان این دوراهی یکی را انتخاب میکرد؛ حفظ سکوت و خلوت نیایش سالخوردگان یا قیل و قال قصه خوانی و فعالیت با کودکان. پس مسجد را رها میکند. هرچه می آیند به او اصرار میکنند که برگرد، نمی رود. او تصمیمش را گرفته است و عزمش را جزم کرده است که در مسیری دیگر قدم بگذارد. مسیر رشد و آگاهی کودکان. احساس میکند اگر در جای دیگری، کار دیگری انجام بدهد مفیدتر خواهد بود
این ترک کردن مسجد در سال 1393 و شروع روستاگردی سرآغاز بزرگی برای راهی میشود که او از شش سال پیش تا امروز در آن قدم گذاشته است. پس راه می افتد و هر شب به روستاهایی میرود که طلبه ای[18] در آن نباشد یا مسجدهایش خلوت یا بسته باشد تا پیرمرد یا پیرزنی در آنجا مزاحم کار آنها نشود. در روستاها شروع به قصه خوانی میکند. و این درحالی است که باید روزی شش هفت ساعت در حوزه درس بدهد. او صبح ها در زمان های بیکاری اش در مدارس حاشیۀ شهر قصه میخواند و بعدازظهرها در روستاها برای بچه ها برنامه دارد. در این شش سال در روزهای تعطیل، پنجشنبه ها و جمعه ها، تعطیلات عید و تابستان؛ به روستاهای دورتر میرود و در مدّت زمان طولانی تری که در روستاها اقامت میکند برنامه های بیشتری را برای بچه ها اجرا میکند. روستاهایی که اغلب صعب العبورند و راه دسترسی به آنها بسیار سخت است. 

### 1.8)قصه، توپ، رنگ
امّا داستان انتخاب این نام برای فعالیت های قصه خوانی در روستا چیست؟
او بر این باور است که کتابخوانی و قصه گویی وسیله ای برای رشد و پرورش فکری کودکان است. او تلاش میکند با رشد و پرورش مهارت های کودکان دنیای آنها را زیباتر کند. شعار او در فعالیتهایی که برای کودکان انجام میدهد "قصه، توپ، رنگ" است:«قصه فکر کودکان را و دنیای آنها را زیبا میکند. توپ برای ورزش و سلامتی است و رنگ برای زیبا کردن دیوار مدرسه ها و کتابخانه ها.» 
او تلاش میکند تا فضا و بستری مناسب را برای بروز خلاقّیت بچه ها فراهم کند. از آموزش مستقیم پرهیز میکند و با قصه خوانی و درگیرکردن کودکان در فعالیتهای مختلف به پرورش مهارتها و توانمندهای مختلف آنها کمک میکند.

### 1.9) طراحی فعالیت برای کودکان
یکی از ویژگیهای شاخص اسماعیل آذری نژاد دوری از هرگونه تعصب در انتخاب کتاب برای کودکان است. او بدون پیشفرض های مذهبی یا توجه به اینکه نویسندۀ کتاب خارجی یا ایرانی است، مذهبی یا غیرمذهبی است، کتابها را انتخاب میکند. معیار اصلی او در انتخاب کتاب برای کودکان «باکیفیت بودن کتاب» است. اینکه کتاب بتواند به رشد فکری و تقویت مهارتهای مختلف کودکان کمک کند. 
امّا فعالیتهای او برای کودکان محدود به کتابخوانی نیست. او هر فعالیتی را که بتواند به رشد کودکان در زمینه های مختلف کمک کند، با استفاده از امکانات موجود و دردسترس اش به اجرا درمی آورد. مثلاً در یکی از سفرهایش به روستاها، فیلم «دو راه حل برای یک مسئله» ساختۀ عباس کیارستمی، کارگردان ایرانی برنده جایزه نخل طلایی را برای ۱۵ دانش آموز نمایش داد. او با نمایش این فیلم چهاردقیقه ای برای کودکان سعی داشت تا کودکان را با مفاهیم مهم و ارزشمندی چون حل مسأله و دوستی آشنا سازد. 
یکی دیگر از ویژگیهای فعالیتهای قصه خوانی او با کودکان طراحی کاربرگ های فعالیت برای کودکان است. او این کاربرگ ها را براساس مفاهیم کتابهایی که برای بچهها میخواند طراحی میکند و در اختیار بچه ها میگذارد. انجام فعالیتهای مرتبط با کتاب و کامل کردن کاربرگها به تقویت مهارتهای خواندن، درک متن و مهارتهای دیگر کودکان کمک بسیار زیادی میکند. 
هدف او از طراحی این کاربرگها عمق بخشیدن به درک کودکان از مفاهیم کتاب و فراهم کردن زمینۀ گفت‌و‌گو دربارۀ داستان است. فعالیتهایی که در کنار قصه خوانی با کودکان انجام میدهد مهارتهای آنها را در زمینه های مختلف پرورش میدهد. فعالیتهایی همچون نقاشی، کاردستی، ساخت عروسک، نمایش، بازی و غیره...

### 1.10)فعالیت در قالب یک پویش مردمی
آذری نژاد فعالیتهای قصه خوانی اش را به صورت داوطلبانه انجام میدهد. بخشی از هزینه های اجرای فعالیتهای قصه خوانی برای کودکان را با درآمد شخصی خودش میپردازد و بخشی از آن را با کمکهای مردمی پیش میبرد و تا به حال از کمکهای دولتی برای پیشبرد فعالیتهایش استفاده نکرده است. 
او در تمام این مسیر هیچگاه امیدش را از دست نداده است و کمبودها و سطح پایین امکانات او را از راهی که در پیش گرفته باز نداشته است: «تمام امید من به کودکان این مرزو بوم است. تا وقتی که بتوانم آنها را تشویق به کتابخوانی کنم، امیدواری ام زیاد است. تا وقتی میبینم که بچه ها کتاب دستشان دارند و کتاب می‌خوانند، امیدواریام پابرجاست.

### 1.11)رویش کودکان قصه خوان
فعالیتهای قصه خوانی آذری نژاد در شش سال گذشته تأثیر زیادی بر کودکان داشته است. او باور دارد که قطعاً میان کسی که یک کتاب خوانده با کسی که همان کتاب را نخوانده فرق زیادی وجود دارد: «اینکه بچه‌ها هر بار که من به روستا میروم، با اینکه میدانند من برای همان فعالیت قبلی، یعنی کتابخوانی آمده ام؛ باز هم میآیند و جمع میشوند، پس این یعنی استقبال از این حرکت. در بحث تربیت نباید عجله داشت. بعضی وقتها تأثیر کتابخوانی را سالها بعد میبینیم. درست مثل تأثیری که آدمهای مختلف در زندگی من داشتند.» بنابراین ارزیابی دقیق تر میزان و کیفیت اثربخشی فعالیتهای قصه خوانی او را باید به سالهای آینده موکول کرد. زمانی که این کودکان به بزرگسالی خواهند رسید و بذری که در ذهن و وجودشان از دانایی و توانایی کاشته شده است شروع به روییدن میکند:«درختان بلوط، تخته سنگهای زاگرس[19] را میشکافند، جوانه میزنند، قرنها مایه رحمت و برکت مردم دیارم هستند، چرا ناامید از رویش کودکان قصه خوانم باشم؟»
"به روستایی رفتم و برای بچه ها قصه ای خواندم. سال بعد که به آنجا رفتم یک بچه کاملاً  یادش بود که قبلاً چه کتابی خواندیم. گفت: آقای آذری، یادت هست پارسال کتاب «رز به دیدن آقای وینترگارتن می‌رود[20]» را برایمان خواندی؟
او در زمینۀ مهارتهای قصه خوانی و کار با کودک بسیار توانمند و از قریحه و استعداد ویژهای برخوردار است. او معتقد است که لطف خدا و تأثیر خانواده بر میزان علاقهمندی و پشتکار او در این زمینه بسیار اثرگذار بوده است. بخش زیادی از مهارتهای قصه خوانی او با مطالعه زیاد به دست آمده است، بخشی را از کارشناسان حوزۀ کتاب کودک آموخته، همواره از راهنمایی و مشاوره کارشناسان این حوزه بهره گرفته و با حضور در چندین کارگاه آموزشی مهارتهای خود در این زمینه را تقویت کرده است.

### 1.12) آموزش به معلّمان، توانمندسازی خانواده ها
دهدشت حاشیه شهری دارد که آسیبهای اجتماعی در آن زیاد است و هر خانواده و هر بچه ای با یک معضل و آسیب دست و پنجه نرم میکند. یکی از بزرگترین مشکلات مناطق محروم، انگیزه پایین معلمان برای دانشافزایی و آشنایی با رویکردهای نوین آموزشی است. اغلب با روشهای خلّاقانۀ آموزشی آشنایی ندارند، اهل کتاب خواندن نیستند و تخیل آنها به خوبی پرورش پیدا نکرده است. او باور دارد که تغییر و اصلاح از هر فرد شروع می شود. بنابراین تلاش میکند ارتباط موثر و دوستانهای با معلّمان داشته باشد و آنها را با مهارتهای کتابخوانی و انجام فعالیت با کودکان آشنا سازد. او یک شبکۀ مجازی برای ارتباط مستمر با معلّمان راه انداخته است و از طریق این شبکه برای آنها طرح درس میفرستد و گزارش فعالیت‌های آنها را دریافت میکند. در این گزارشها معلّم ها تعریف، ضرورت و بازخورد فعالیتها را می‌نویسند:«در کارگاه مجازی با معلمها سعی میکنم ابتدا چراغ را در دل خود معلم روشن کنم که معلّم خودش را دوست داشته باشد و به تواناییهایش باور پیدا کند. ابتدا در زندگی خودش زیبایی خلق کند. آنگاه این چرخه ادامه پیدا میکند و عشق فراگیر میشود.»
او معتقد است عامل مهمی که موجب بالارفتن انگیزه معلّم میشود؛ مهارت داشتن در حرفۀ شغلی شان است. اینکه معلّم با مهارتهای ارتباط با مخاطب آشنا باشد و بداند چگونه با مخاطبانش درگیر فعالیتهای مختلف شود تا اثرگذاری و رشد را در آنها ببیند برای او رضایت مادی و معنوی به همراه دارد. 
او تلاش میکند معلّمهای خلاق و توانمند را شناسایی کند، منابع مناسب را برای مهارت افزایی در اختیار آنها بگذارد و همواره مشوق آنها باشد. گاهی برای معلمها کارگاه آموزشی برگزار میکند و در این کارگاهها، کتابهای خوب به آنها معرفی میکنیم.
به نظر اسماعیل آذری نژاد به جای تمرکز روی نیروی انسانی خارج از روستا، باید همیشه تلاش کرد تا از ظرفیتهای نیروهای محلی استفاده شود  و آنها به فعالیت در جامعۀ محلی خود ترغیب شوند.
مسئلۀ دیگری که روستاهای این مناطق با آن روبروست پایین بودن سطح سواد خانواده هاست. در اغلب روستاها پدر و مادر سواد کافی ندارند. بنابراین، مشارکت خانواده ها در آموزش کودکان یکی از اهداف فعالیتهای آذری نژاد است.
او با درگیرکردن جامعه محلی، به ویژه مادران در فعالیتهای کتابخوانی توانسته است بر میزان توانمندی خانواده ها اثر بگذارد. علاوه بر افزایش درک و آگاهی خانواده ها نسبت به اهمیت کتابخوانی کودکان، کمک به سوادآموزی خانواده های بیسواد یا کم سواد و نیز حمایت از کارآفرینی افراد کم درآمد و بدسرپرست از جمله تأثیرات این رویکرد بوده است. بارها پیش آمده است که او مادران کم درآمد و سرپرست خانوار را به تولید عروسکهای محلی، ساخت وسایل تزئینی یا آموزش هنرهای بومی به فرزاندانشان تشویق کرده است تا به این وسیله احترام، عزت نفس و استقلال آنان حفظ شود و در روند آموزش کودکان نیز سهیم شوند. 
بسیاری از مادران جوان در مناطق روستایی سواد ندارند و خانواده ها بیشتر از آنکه دغدغۀ کتابخوانی یا رشد خودشان را داشته باشند درگیر مشکلات مالی و تأمین نیازهای اولیه زندگیشان هستند. آن گروه از خانواده ها که وضع خوبی دارند و دغدغۀ مالی ندارند نیز درک درستی از اهمیت کتابخوانی و تأثیر آن بر رشد کودک ندارند. او از خانواده ها، به ویژه مادران میخواهد تا در کنار بچه ها قصه بخوانند و نقاشی کنند. اما آنها توان فعالیت در کنار بچه ها را ندارند. بنابراین به هر روستایی که میرود یک جلسه صمیمانه با پدر و مادرها برگزار میکند، با آنها به گفت‌و‌گو مینشیند، درباره مشکلات باهم همفکری و راهکارها را جست‌وجو میکنند. 
او زنان روستایی زیادی را به ساخت وسایل تزئینی ترغیب کرده است. دست سازه های آنها را خریداری میکند و از آنها میخواهد که هنر خود را به فرزاندانشان آموزش بدهند: «مادر چهار کودک و نوجوان و سرپرست خانوار است. سواد ندارد، ممکن است معنای خلاقیت را نداند، اما به معنای واقعی خلاق است. هر بار که از روستا وسایل تزیینی میفرستد از تنوع فعالیتش لذت میبرم. امروز به او گفتم به شرطی وسایل بعدی را میپذیرم که هنرت را به فرزندانت آموزش دهی و همراهت شوند.»

### 1.13)مستندسازی فعالیت های کتابخوانی
اسماعیل آذری نژاد در شبکه های اجتماعی همچون اینستاگرام و توئیتر بسیار فعال است و تجربه های کتابخوانی با کودکان را با مخاطبانش به اشتراک میگذارد. روایتهای او از فعالیتهای کتابخوانی اش با بچه های روستا، روایت هایی ساده و صمیمی اند. به دور از کلیشه پردازی و جنبه های نمایشی. او با روایت این فعالیتها درحقیقت میزان اثرگذاری قصه خوانی برای کودکان را به نمایش میگذارد و با این کار دیگران را هم به این حرکت خوب و سودمند فرامیخواند. مخاطبان او اغلب از خواندن این روایتها استقبال میکنند و فعالیتهای موثر او را تشویق و حمایت میکنند. امّا انتشار و نمایش فعالیت های کتابخوانی او گاهی همراه با نقد و بیان پیشنهادهایی برای بهبود فعالیتها از سوی مخاطبان است. او همواره از دریافت نقدها و نظرات و شکل گیری فضای گفت و گو و پرسشگری استقبال کرده است و آن را زمینه ای برای رشد و پیشرفت حرکت های ترویجی خود میداند.
در این روایتها تمرکز اصلی بر به نمایش گذاشتن فعالیتهای کودکان است. او نقاشی ها، کارهای هنری و دست سازه هایی که کودکان آفریده اند را در شبکه های اجتماعی همچون اینستاگرام و توئیتر با مخاطبانش به اشتراک میگذارد. مخاطبان او طیف متنوعی از افراد هستند، از کارشناسان و فعالان حوزه آموزش کودک گرفته تا مخاطبانی که صرفاً به خاطر علاقه مندی شخصی فعالیتهای او را در روستاها دنبال میکنند. بازخورد مخاطبان او اغلب مثبت و تشویق آمیز است. او به تازگی یک کانال پادکست را نیز برای به اشتراک‌گذاری تجربیات قصه خوانیاش با کودکان روستا راه اندازی کرده است.

### 1.14)ثروتمندترین کودکان دنیا
اسماعیل آذری نژاد بر این باور است که محرومیت نبود امکانات نیست، بلکه نبود فکر و خلاقیت است. او خلاقیت و برنامه ریزی درست را راه نجات از محرومیت ها میداند و با تمرکز بر فعالیت هایی که قدرت تفکر و خلاقیت کودکان را رشد میدهد، رویکرد تازه ای را در زمینۀ  آموزش کودکان مناطق محروم ترویج میکند. رویکردی که مبتنی بر احترام و حفظ ارزشمندی جایگاه این کودکان است. او از دریافت کمکهای نقدی و ارائۀ مستقیم آنها به کودکان و خانواده هایشان پرهیز میکند. به جای اینکه لوازم التحریر یا اسباب‌بازیهای مختلف به بچه های روستا بدهد، تلاش میکند که آنها را در تولید اسباب بازیهای محلی با استفاده از امکانات موجود و دردسترسشان توانمند کند. او معتقد است کودکی ثروتمند است که والدین قصه خوان داشته باشد. از نظر او حضور پدر و مادرها در کنار فرزندانشان، هنگام امانت دهی کتاب بسیار ارزشمند است.
علاوه بر این، او در فرآیند ساخت یا به سازی مدارس روستاها نیز مشارکت میکند. گاهی برای رنگ آمیزی مدارس از خود بچه ها کمک میگیرد و آنها را در این فعالیت مشارکت میدهد. 

### 1.15)کتابخانۀ ویژۀ کودکان
اسماعیل آذری نژاد اخیراً کتابخانهای را ویژۀ کودکان در دهدشت برپا کرده است. در این کتابخانه کتاب های باکیفیت در دسترس کودکان قرار میگیرد و کاربرگهای مربوط به هر کتاب نیز به آنها داده میشود. این کتابخانه با هدف پشتیبانی از فعالیت های روستایی راه اندازی شده است. 
واحد سیار کتابخانه روزانه به روستاهای مختلف سر میزند و به هر کودک 2 جلد کتاب امانت میدهد. کاربرگهای هر کتاب لابه لای صفحات کتاب قرار گرفته است. پس از آنکه کودکان این کاربرگها را پر میکنند، از آنها اسکن گرفته میشود و اطلاعات کتابخوانی هر کودک در یک فایل کامپیوتری ذخیره می‌شود.

## 2.نامزد چهرۀ مردمی سال 97
اسماعیل آذری نژاد در سال 97 از طرف یک برنامۀ تلویزیونی ایرانی با عنوان «فرمول یک» جزو یازده گزینۀ چهرۀ مردمی سال انتخاب شد. هدف از این برنامه تقدیر از فعالان حوزه های فرهنگی و افرادی بوده است که در زمینۀ فعالیتهای خیرخواهانه فعالیت داشته اند. 
داوران و هیأت انتخاب نامزدهای چهرۀ مردمی سال؛ از میان 2 هزار چهرۀ موثر اجتماعی، ابتدا به 500 و سپس به 200 نفر رسیدند. هیأت انتخاب این برنامه از طیف متنوعی از افراد، از هنرمندان، ورزشکاران، بازیگران سینما و تلویزیون، نویسندگان، سیاستمداران، جامعه شناسان، روانشناسان و فعالان اجتماعی تشکیل شده بود و آنها کارنامۀ فعالیت های افراد را به دقت بررسی میکردند. در نهایت 11 نفر برگزیده نهایی برای رأی گیری مردمی انتخاب شدند. اسماعیل آذری نژاد یکی از این 11 نفر بود که به خاطر فعالیتهای گستردۀ داوطلبانه اش در زمینۀ آموزش و قصه خوانی برای کودکان، برای انتخاب به عنوان چهرۀ مردمی سال برگزیده شد.

## 3.فهرست فعالیت ها

### 3.1) گفت و گوهای رسانه ای
گفت‌وگو با فصلنامۀ «آوای خیر ماندگار»، با عنوان «شمعی باشیم در تاریکی»، شمارۀ نخست، تابستان 1397.
حضور در برنامۀ تلویزیونی «مجازیست»، فروردین 1397.
حضور در برنامۀ تلویزیونی «حالا خورشید»، 1397.
حضور در برنامۀ تلویزیونی «پرسشگر» با موضوع «چالش های تحقق عدالت آموزشی»، تابستان 1398.
گفت‌وگو با صفحۀ اینستاگرامی «کابینا، کانون بچه های نو اندیش»، فروردین 1399.
گفت‌وگو با مجموعۀ «سار»، وابسته به موزه ملی علوم و فناوری ایران، با موضوع «نقش قصه در رشد کودک»، تابستان 1399.
مصاحبه با تلویزیون اینترنتی «جدال»، 20 آبان 1399.
گفت‌وگو با کانال اینترنتی «زیر گنبد کبود» با موضوع «فعالیت پس از قصه گویی»، پاییز 1399.
گفت‌وگو با صفحۀ اینستاگرامی «سِرآ» با عنوان «قصه بخوانیم» شهریور 1399.
حضور در میزگرد فصلنامۀ پژوهشنامۀ ادبیات کودک و نوجوان، پاییز 1399.

### 3.2) کارگاههای آموزشی
برگزاری کارگاه آموزشی «روشهای موثر تربیتی و کتاب و کتابخوانی برای کودک و نوجوان»، گروه فرهنگی مردمی «قاصد لبخند»، تابستان 1398. 
برگزاری دورۀ آموزشی مجازی در موسسه فرهنگی سخن تازه، دنیای تازه با عنوان «نقش قصه در پرورش پرسشگری کودک» ویژۀ معلّمان و پدر و مادرها، زمستان 1399.
برگزاری کارگاه مجازی آموزشی «قصهگویی، شاه کلید پرروش حس دینی کودکان و نوجوانان»، با همکاری نهاد کتابخانه های عمومی کشور و ادارۀ کل کتابخانه های عمومی سیستان و بلوچستان، پاییز 1399.
برگزاری کارگاه آموزشی «نقش قصه در فراگیری مهارتهای زندگی»، در مجموعۀ همگرام کودک، پاییز 1399.

### 3.3)حضور در همایش ها، جشنواره ها و رویدادها
حضور و ارائه تجربه در «نخستین کنفرانس بین‌المللی صلح و حل منازعه، در دانشکده مطالعات جهان دانشگاه تهران، 1398.
حضور و ارائه در همایش مجازی «آموزش در مسیر محرومیت زایی»، مدرسۀ توسعۀ پایدار، زیرمجموعه پژوهشکده سیاستگذاری دانشگاه شریف، اردیبهشت 1399.
سخنرانی در رویداد تدکس دانشگاه علامه طباطبایی، با عنوان «تاریکی های اطراف»، 28 آذر 1399

### 3.4)جوایز و تقدیرها
تقدیرشده در بیست و یکمین جشنواره بین المللی قصه گویی، کانون پرورش فکری کودکان، سال 1397
تجلیل کانون پرورش فکری کودکان از اسماعیل آذری نژاد، شهریور 1397.
راهیابی به فهرست نامزدهای برگزیدۀ هیأت داوران برنامۀ تلویزیونی «فرمول یک» برای انتخاب چهرۀ مردمی سال 1397.
شایسته تقدیر در سومین جشنواره تقدیر از مروجان کتابخوانی وزارت ارشاد، سال 1395

### 3.5)یادداشت ها و مقالات
ایمان ابوطالب(ع)، مجله کلام اسلامی، 1385.
جهانی شدن، مبلغان، تیر و مرداد 1384 - شماره 68 (10 صفحه - از 104 تا 113)
فرقه قاديانيه(احمدیه)، کلام اسلامی، تابستان 1383- شماره 50 ISC (8 صفحه - از 148 تا 155)

## 4) بازتاب فعالیت ها در رسانه ها
گفت‌وگوبا روزنامه گاردین
https://www.theguardian.com/world/2018/aug/28/iran-cleric-esmail-azarinejad-bringing-joy-of-reading-poor-children

روایت ترویج کتابخوانی در مناطق محروم؛ طلبه‌ای که برای بچه‌ها قصه می‌خواند، خبرگزاری مهر، 13 خرداد 1396
https://www.mehrnews.com/news/3992602/%D8%B7%D9%84%D8%A8%D9%87-%D8%A7%DB%8C-%DA%A9%D9%87-%D8%A8%D8%B1%D8%A7%DB%8C-%D8%A8%DA%86%D9%87-%D9%87%D8%A7-%D9%82%D8%B5%D9%87-%D9%85%DB%8C-%D8%AE%D9%88%D8%A7%D9%86%D8%AF

سایت خبری شعار سال 
https://shoaresal.ir/fa/news/152512/%D8%A7%DB%8C%D9%86-%D8%B4%D8%AE%D8%B5-%D9%81%D9%82%D8%B7-%DB%8C%DA%A9-%D8%A2%D8%AE%D9%88%D9%86%D8%AF-%D9%86%DB%8C%D8%B3%D8%AA

گفت‌وگوی مشرق با آخوند قصه‌گوی توئیتر؛ 9 فروردین 1398
https://www.mashreghnews.ir/news/946952/%D9%85%D9%86-%D9%86%D9%87-%DA%86%D9%87%D8%B1%D9%87-%D8%B1%D8%B3%D8%A7%D9%86%D9%87-%D8%A7%DB%8C-%D8%A7%D9%85-%D9%86%D9%87-%D9%81%D8%B9%D8%A7%D9%84-%D9%85%D8%AF%D9%86%DB%8C-%D9%85%D9%86-%D9%81%D9%82%D8%B7-%DB%8C%DA%A9-%D8%A2%D8%AE%D9%88%D9%86%D8%AF%D9%85-%D9%85%D8%B1%D8%AF%D9%85
طلبه ای که قم را رها کرد، آگهی طلاب، 11 بهمن 1397
http://www.agahitolab.ir/post/109
گفت‌و‌گو با اسماعیل آذری به بهانه برگزاری جشنواره روستاها و عشایر دوستدار کتاب، ایران آنلاین
http://www.ion.ir/News/405189

قدردانی وزیر آموزش و پرورش از اسماعیل آذری نژاد، خبرگزاری خبرآنلاین، 2 آبان 1399
https://www.khabaronline.ir/news/1446811/%D9%82%D8%AF%D8%B1%D8%AF%D8%A7%D9%86%DB%8C-%D9%88%D8%B2%DB%8C%D8%B1-%D8%A2%D9%85%D9%88%D8%B2%D8%B4-%D9%88-%D9%BE%D8%B1%D9%88%D8%B1%D8%B4-%D8%A7%D8%B2-%D8%A7%D8%B3%D9%85%D8%A7%D8%B9%DB%8C%D9%84-%D8%A2%D8%B0%D8%B1%DB%8C-%D9%86%DA%98%D8%A7%D8%AF-%D8%B9%DA%A9%D8%B3

فارغ التحصیل دانشگاه ادیان و مذاهب؛ نوآور در امر تبلیغ، دانشگاه ادیان و مذاهب، 12 آذر 1397
https://urd.ac.ir/fa/cont/8331/%D9%81%D8%A7%D8%B1%D8%BA%E2%80%8C%D8%A7%D9%84%D8%AA%D8%AD%D8%B5%DB%8C%D9%84-%D8%AF%D8%A7%D9%86%D8%B4%DA%AF%D8%A7%D9%87-%D8%A7%D8%AF%DB%8C%D8%A7%D9%86-%D9%88-%D9%85%D8%B0%D8%A7%D9%87%D8%A8%D8%9B-%D9%86%D9%88%D8%A2%D9%88%D8%B1-%D8%AF%D8%B1-%D8%A7%D9%85%D8%B1-%D8%AA%D8%A8%D9%84%DB%8C%D8%BA

گفت‌وگوبا پادکست پاپریکا، اپیزود 17
https://podcasts.apple.com/us/podcast/%D8%A7%D9%BE%DB%8C%D8%B2%D9%88%D8%AF-%DB%B1%DB%B7-%D8%A7%D8%B3%D9%85%D8%A7%D8%B9%DB%8C%D9%84-%D8%A2%D8%B0%D8%B1%DB%8C-%D9%86%DA%98%D8%A7%D8%AF/id1364972672?i=1000435886574

گفت‌وگوبا طلبهای که قم را رها کرد، شفقنا، 28 آبان 1397
https://fa.shafaqna.com/news/663162

حاج آقای قصه گو(اسماعیل آذری نژاد)، غلامپور، سعید، ماهنامه خیمه، پیاپی ۱۲۷ (مهر و آبان ۱۳۹۷)

این فقط یک آخوند نیست، انصاف نیوز، 8 شهریور 1397
http://www.ensafnews.com/131307/%d8%a7%db%8c%d9%86-%d9%81%d9%82%d8%b7-%db%8c%da%a9-%d8%a2%d8%ae%d9%88%d9%86%d8%af-%d9%86%db%8c%d8%b3%d8%aa/
آذری‌نژاد: کتاب درسی تفکرمحور شده است اما همه معلمان ما اینگونه نیستند، خبرگزاری پانا، 2 شهریور 1398
http://www.pana.ir/news/948937

## راههای تماس
وبسایت رسمی ( https://koodakroosta.ir)

اینستاگرام ( https://www.instagram.com/smaeel_azari96 )

توئیتر ( https://twitter.com/smaeel_azari )

پادکست ( https://anchor.fm/smaeel-azari )
روزنامه «گاردين» در گزارشی به يك طلبه جوان ايرانی كه به تدريس فلسفه اسلامی مشغول است ، اشاره كرد و نوشت: اين فرد علاقه زيادی به كتابخوانی داشته و برای تشويق دانش آموزان به اين امر از هيچ كوششی فروگذار نيست.
به گزارش سه شنبه شب ايرنا به نقل از گاردين، اسماعيل آذری نژاد مدرس حوزه علميه، كه خود عاشق كتابخوانی است، عمامه سفيد خود را از سرش درآورده و برای سرگرم كردن دانش آموزان روستا، به كتابخوانی می پردازد.
اين كار روزانه اوست كه پدر دو بچه است و در رده روحانيونی كه نماز جمعه را برگزار می كنند و سخنرانی های آتشين آنها از تلويزيون پخش می شود، نيست.
طلبه ۳۹ ساله ماموريت متفاوتی برعهده گرفته است. وقتي او از حوزه علميه شهر خود فارغ می شود به روستاهای محروم جنوب-غربی ايران سفر می كند و كتاب هايی را كه در صندوق اتومبيل پژو كهنه خود گذاشته است را بين دانش آموزان روستاها تقسيم می كند. در ميان آنها كتاب نوشته شده از سوی نويسنده آمريكايی فيليپ سی. استد به نام: ‘خرس قصه ای برای تعريف كردن دارد' نيز ديده می شود.
آذری نژاد به روزنامه گاردين گفت: كتابخوانی و قصه گويی برای من وسيله ای برای رشد و پرورش فكری كودكان است. كودكان دنيای زيبايی دارند تا بتوانند مهارتهای خود را رشد دهند. من شعاری دارم و آن ” قصه، توپ و رنگ ” است.
‘قصه فكر كودكان را و دنيای آنها را زيبا می كند. توپ برای ورزش و سلامتی است و رنگ برای زيبا كردن ديوار مدرسه ها و كتابخانه ها.'
وی گفت: می خواهم فضايی برای خلاقيت آماده كنم به جای اينكه ياد بدهم چه كاری بايد بكنند. برای انتخاب كتابها هيچگونه تعصب ندارم اينكه نويسنده آن خارجی يا ايرانی است يا اينكه آيا مذهبی است يا نه. هر كتابی كه برای رشد فكری و مهارت كودكان مناسب باشد، می پسندم.
اين هفته در آخرين سفرش به روستاها در بخش ‘ديشموک' آذری نژاد يك فيلم چهار دقيقه ای از عباس كيارستمی كارگردان ايرانی را كه برنده جايزه نخل طلايی بود، برای ۱۵ دانش آموز نمايش داد.
كيا رستمی در سال های اول زندگی حرفه ای خود در كانون پرورش فكری كودكان و نوجوانان به فيلمسازی در مورد كودكان پرداخت. او در سال ۲۰۱۶ در گذشت.
آذری نژاد گفت: نمايش فيلم ‘دو راه حل برای يك مساله' در روستاها ضروری است زيرا او دريافته است كه بزرگترها برای مدتی در گير اختلاف ها هستند.
سپس من به آنها پنج كلمه دادم و خواستم با آنها يك داستان بنويسند: درخت بلوط، رودخانه خشك شده، مادربزرگ، بز و سوسمار.
آنها در منطقه شان درخت بلوط دارند و رودخانه هم دارند. من خواستم توجه بچه ها را به اين واقعيت جلب كنم كه رودخانه شان ممكن است روزی خشك شود.
ايران پيشينه ای قديمی برای قصه گويی و داستان های افسانه ای دارد كه قديمی ترين آنها ‘نقالی' است و در فهرست يونسكو به عنوان ‘ميراث فرهنگی غيرملموس' برای حفظ و نگهداری آن به ثبت رسيده است.
يونسكو معتقد است: قصه سرای (نقال) داستان ها را به صورت شعر و يا نثر با حركات دست و بدن می سرايند و گاهی با همراهی موسيقی و طومارهای نقاشی شده ارايه می شوند.
آذری نژاد گفت: دوران رسانه های اجتماعي، هنرهای باستاني را به طور جدی از صحنه خارج كرده است. هنرهای باستانی بايد بازسازی شوند. او اميدوار است كودكان را تشويق كند خودشان داستانی بنويسند و داستان هايی كه پدر بزرگ ها و مادربزرگ ها برايشان تعريف كرده اند را يادداشت كنند و برای دوستانشان بازخوانی كنند.
اين طلبه كه ۱۵ ميليون ريال حقوق ماهيانه دارد، به صورت خيريه كار می كند. او گفت: افراد محلی پول جمع آوری كرده اند تا برايش يك ماشين نو بخرند. من ماشين شخصي خودم را استفاده مي كنم. بنزين را خودم می خرم. در مسافرتهايم غذا را خودم تهيه می كنم.
او كه كارهايش را در رسانه هاي اجتماعي نيز به نمايش مي گذارد، گفت: هيچ كمك دولتی نخواسته ام و چنين كمكی نگرفته ام. اين كارها را به عنوان كارهای جانبی انجام مي دهم و به شغل اصلی ام ارتباطی ندارد.
آذری نژاد كه دارای فرزندان هفت ساله و ۱۲ ساله است، گفت: تحريم ها شرايط را سخت كرده است اما از شرايط سياسی نا اميد نيستم. ‘از نظر اقتصادی ناملايماتی وجود دارد. اما من شخصا اميدواری ام را از دست نداده ام.'
او گفت: اميد من كودكان اين مرز و بوم است. تا وقتی كه بتوانم آنها را تشويق به كتابخوانی كنم، اميدواری ام زياد است. تا وقتی می بينم كه بچه ها كتاب دستشان دارند و كتاب می خوانند، اميدواری ام پابرجاست.
روزنامه گاردین در اگوست ۲۰۱۸ با آذری‌نژاد مصاحبه کرد. آذری‌نژاد در این مصاحبه، گفت که هیچ تعصبی در انتخاب عناوین کتاب‌ها اعم از مذهبی و غیرمذهبی یا ایرانی و خارجی ندارد بلکه فقط به رشد تفکر و مهارت‌های کودکان توجه دارد.
1. شهرستان بهبهان در جنوب شرقی استان خوزستان ایران قرار گرفته است.
2. استان خوزستان استانی در جنوب‌غربی ایران است، که بر کرانۀ خلیج فارس قرار دارد.
3. کهگیلویه و بویراحمد یکی از استان‌های غربی ایران است. مرکز آن شهر یاسوج است.
4. دهدشت شهری در غرب استان کهگیلویه و بویراحمد و مرکز شهرستان کهگیلویه است.
5. کانونهای فرهنگی آموزش و پرورش زیرمجموعه و مکمل فعالیتهای پرورشی آموزش و پرورش ایران است. این مراکز برای اجرای برنامه‌ها و فعالیت‌های فرهنگی، ادبی، هنری، ورزشی، اجتماعی و علمی در جهت رشد و شکوفایی استعدادهای نوجوانان، در سراسر کشور تشکیل می‌شود.
6. لطفعلی‌خان زند یا لطفعلی‌شاه زند نهمین و آخرین فرمانروای سلسلۀ زند در ایران  بود که بین سال‌های ۱۲۰۳ تا ۱۲۰۹ هجری قمری به مدت شش سال در ایران حکومت کرد.
7. دانستنیها نشریه‌ای علمی_ترویجی است که از سال ۱۳۵۸ تاکنون به صورت دوهفته‌نامه در ایران منتشر می‌شود و به حوزه‌های علم فناوری، طبیعت و تاریخ میپردازد. این مجله، اولین مجله دایرة‌المعارفی تمام‌رنگی و پرتیراژ‌ترین مجله ترویج علم فارسی زبان در ایران است.
8. اطلاعات هفتگی هفته‌نامه‌ای است که از سال ۱۳۲۰ در ایران منتشر می‌شود.
9.هیئت، گروهی مردمی است، متشکّل از اعضایی شامل جوانان، میانسالان و کهن سالان، زن و مرد که اساساً باهدف گرامیداشت باورهای مذهبی مسلمانان اهل مذهب تشیع فعالیت میکنند.
10.حوزه علمیه؛ نهاد مذهبی-آموزشی شیعیان برای آموزش و تربیت طلاب علوم دینی است.
11.تهران؛ پایتخت ایران است.
12. مداحی یا روضه‌خوانی یکی از هنرهای نمایشی ملی و مذهبی ایرانیان است. این مراسم غالباً در زادروز و وفات امامان شیعه برگزار می‌شود.
13.قم؛ از کلانشهرهای ایران است که در 140 کیلومتری جنوب تهران پایتخت ایران واقع شده.
14. لباس مخصوصی که روحانیان دینی در دین اسلام پس از گذراندن دروس دینی بر تن میکنند.
15.امام جماعت؛ فردی است که نماز جماعت را در دین اسلام برپا میکند و نمازگزاران به او اقتدا میکنند.
16. دانشگاه آزاد اسلامی سامانه‌ای دانشگاهی در ایران است. این دانشگاه امروزه در بسیاری از شهرهای ایران دارای مراکزی است.
17. کنکور نام آزمونی است که برای سنجش دانسته‌های علمی داوطلبان ورود به دانشگاه‌ها، در ایران برگزار میشود.
18.  به کسانی که در مراکز علمی دینی به تحصیل علوم اسلامی مشغول هستند طلبه گفته می‌شود.
19. زاگرُس رشته‌کوهی است که از غرب تا جنوب غربی ایران کشیده شده‌است. این رشته‌کوه از کرانه‌های دریاچه وان در جنوب شرقی ترکیه آغاز شده و پس از گذشتن از استان‌های آذربایجان غربی، لرستان، همدان، مرکزی، اصفهان، فارس، کردستان، کرمانشاه، ایلام، کهگیلویه و بویراحمد، چهارمحال و بختیاری، خوزستان و تا استان‌های کرمان، بوشهر و هرمزگان ادامه می‌یابد. دامنهٔ این رشته‌کوه به شمال عراق نیز امتداد دارد.
20. رز به دیدن آقای وینترگارتن می‌رود، نوشتۀ باب گراهام